# Regió d'Ostrobòtnia
Ostrobòtnia és una regió de Finlàndia (maakunta / landskap). Informalment a vegades se'n diu Ostrobòtnia litoral per distingir-la de les altres regions Ostrobòtnia del Nord, Ostrobòtnia del Sud i Ostrobòtnia Central.
Vaasa és el centre urbà més gran de la regió.

## Municipis
Hi ha 16 municipis en aquesta regió, dels quals 6 són ciutats i estan marcades amb negreta. Pel que fa al primer nom és la forma finesa, mentre que el segon és la forma sueca:
- Isokyrö || Storkyro
- Pietarsaari || Jakobstad
- Kaskinen || Kaskö
- Mustasaari || Korsholm
- Korsnäs || Korsnäs
- Kristiinankaupunki || Kristinestad
- Kruunupyy || Kronoby
- Laihia || Laihela
- Luoto || Larsmo
- Maalahti || Malax
- Närpiö || Närpes
- Uusikaarlepyy || Nykarleby
- Pedersöre || Pedersöre
- Vaasa || Vasa
- Vähäkyrö || Lillkyro
- Vöyri || Vörå